# Донской отдел осведомления
Донской отдел осведомления (Донотос) — орган пропаганды при Донском Атамане и правительстве Всевеликого войска Донского.
Создан в марте 1919 года и просуществовал до разгрома Донской армии. Во многом Донотос копировал ОСВАГ, действующий при Добровольческой армии, и конкурировал с ним.

## История
Штаб-квартира Донотоса находилась в Новочеркасске. В его функции входили популяризация мер Донского правительства, Атамана и военачальников, информирование населения о ходе военных действий, о положении на оккупированных большевиками областях, увековечение памяти героев освобождения Дона, сбор оперативной информации о настроениях населения, подготовка информационных докладов для Атамана и членов правительства. Как и ОСВАГ, Донотос имел обширную резидентуру в разных районах Войска Донского.
Главой Донотоса являлся донской публицист и писатель Ф. Д. Крюков, секретарь Донского войскового круга. Сотрудниками Донотоса была, в основном, местная интеллигенция.
Основная деятельность Донотоса заключалась в публикации плакатов, воззваний, брошюр и газет. Впоследствии его шаги в деле популяризации идей Белого движения подвергались суровой критике как со стороны советской власти, так и со стороны эмигрантов.